# Jacqueline Moudeina
Jacqueline Moudeina (Chad, 1957) es una abogada chadiana y activista de derechos humanos, conocida por llevar a Hissène Habré ante la justicia por crímenes contra la humanidad, así como a los que trabajaron con él.

## Biografía
Jacqueline Moudeina nació y creció en Chad; sin embargo, en 1979, después de que estalló la guerra civil en el país, dejó su estudio de inglés en la Universidad de Chad y huyó al Congo con su esposo. Vivieron allí durante más de 13 años antes de regresar. Mientras estuvo allí, estudió Derecho en la Universidad de Brazzaville.
Regresó a Chad en 1995, después del reinado del terror que ocurrió durante el período de Hissène Habré como presidente. Se inscribió como pasante legal y fue una de las primeras mujeres en hacerlo. Luego fue ascendida a secretaria legal, y en 2004 fue nombrada presidenta de la Asociación Chadiana para la Promoción y Defensa de los Derechos Humanos. Durante este período de diez años, ella comenzó a acumular evidencia de las atrocidades cometidas por Habré y sus seguidores.
El 23 de febrero de 2001, mientras Moudeina participaba en una manifestación pacífica frente a la embajada de Francia para denunciar irregularidades que ocurrieron durante las elecciones presidenciales, el comisionado jefe de policía Mahamat Wakaye ordenó la dispersión de la manifestación mediante el uso de la fuerza. Moudeina fue herida por una granada durante el evento y pasó más de un año en Francia recuperándose de sus heridas. Según los testimonios de testigos, Wakaye ordenó el ataque contra Moudeina durante la dispersión

## El juicio de Habré
En 1982, Hissène Habré tomó el poder mediante un golpe de Estado. Moudeina presentó su primer caso contra Habré en 2000, mientras vivía en la República de Senegal, en nombre de siete mujeres. El juez del caso lo acusó de complicidad en los actos de tortura y barbarie. Sin embargo, un año después, el juez desestimó el caso diciendo que estaba fuera de la jurisdicción senegalesa. Moudeina y las víctimas, a su vez, presentaron el caso en Bélgica, porque existe una ley que establece que cualquier persona que haya cometido actos de tortura en cualquier parte del mundo puede ser acusada y juzgada.
El 30 de mayo de 2016, Hissène Habré fue condenado a cadena perpetua. Después de cinco años de deliberación, el juez belga acusó a Habré de crímenes de guerra, crímenes contra la humanidad y genocidio . Luego se le impuso una orden de arresto internacional y se solicitó la extradición de Senegal. Fue arrestado y detenido durante diez días, pero el fiscal senegalés se declaró incompetente para cumplir con la solicitud. El presidente senegalés calificó el caso como un problema africano y se propuso presentarlo ante la Unión Africana.
En 2005, la Unión Africana le pidió a Senegal que procesara a Habré en nombre de África, declarando que ningún jefe de Estado africano debería ser juzgado fuera de África. Sin embargo, seis años después Senegal declaró que no organizaría un juicio contra él. Moudeina intentó extraditarlo a través de otros canales internacionales. En 2013, un tribunal en Senegal ordenó el arresto de Habre, se encuentra en la prisión de Camp Manuel en Dakar desde entonces.

## Premios
Fue galardonada con el Premio Martin Ennals para Defensores de Derechos Humanos en 2002. Se convirtió en presidenta de la Asociación Chadiana para la Promoción y Defensa de los Derechos Humanos (ATPDH) en 2004. Recibió el Premio Right Livelihood Award en 2011 por "sus incansables esfuerzos para conseguir justicia para las víctimas de la antigua dictadura en Chad y para aumentar la conciencia y la observancia de los derechos humanos en África".